# Boji Dirmeji
Pour les articles homonymes, voir Boji.
Boji Dirmeji (ou Boji Dirmaji) est un woreda de l'ouest de l’Éthiopie situé dans la zone Mirab Welega de la région Oromia. Il a 42 813 habitants en 2007. Son centre administratif est Bila.
Limitrophe de la région  Benishangul-Gumuz, Boji Dirmeji est entouré dans la zone Mirab Welega par Nejo au nord-ouest, Boji Chekorsa au sud-ouest et Lalo Asabi au sud-est. Le woreda Kamashi est son voisin nord-est dans la région Benishangul-Gumuz.
Son centre administratif s'appelle Bila, et se trouve vers 1 900 m d'altitude, à 51 km de Gimbi et 23 km de Nejo sur la route Nekemte-Asosa.
Le recensement national de 2007 fait état d'une population de 42 813 habitants pour ce woreda dont 17 % de citadins avec 7 291 habitants à Bila. La plupart des habitants (91 %) sont protestants, 7 % sont orthodoxes et 2 % sont catholiques.
En 2022, la population du woreda est estimée à 64 797 personnes avec une densité de population de 122 personnes par km2 et 531 km2 de superficie.